# Unidad 61398 del Ejército Popular de Liberación
La Unidad 61398  del Ejército Popular de Liberación (chino: 61398部队, Pinyin: 61398 bùduì) es la Cubierta de Designación de la Unidad Militar (MUCD, en inglés) de una unidad de amenaza persistente avanzada del Ejército Popular de Liberación (EPL) que ha sido mencionado como una fuente de ataques de piratas informáticos.
El grupo es también conocido con varios otros nombres que incluyen "Amenaza Persistente Adelantada 1" ("APT1"), "el grupo de Comentario" ("the Comment group" y "Comment Crew"), "Shangai Group" y "Candor bizantino" ("byzantine Candor"), un nombre en clave dado por agencias de inteligencia de los EE. UU. desde el 2002.

## Historia
El 19 de mayo de 2014 el Departamento de Justicia de los EE. UU. anunció que un gran jurado Federal había regresado una acusación de cinco agentes de la unidad 61398 en cargos de robo de información empresarial confidencial y propiedad intelectual de EE. UU. empresas comerciales y de plantar malware en sus ordenadores. Los cinco eran Huang Zhenyu (黄振宇), Wen Xinyu (文新宇), Sol Kailiang (孙凯亮), Gu Chunhui (顾春晖), y Wang Dong (王东). La evidencia forense localizó la base de operaciones a un edificio de 12 pisos cerca de Datong Road, en un área pública, de uso mixto de Pudong en Shanghái.
Un informe por la empresa de seguridad informática Mandiant declaró que la Unidad 61398 se cree que opera bajo el Tercer Departamento (总参三部二局) de la 2.ª Oficina de la Plana Mayor del Ejército (GSD) del EPL y que hay evidencia que contiene, o es, una entidad llamada APT1 por Mandiant, parte de la amenaza persistente adelantada que ha atacado una amplia variedad de empresas y entidades de gobierno alrededor del mundo desde al menos el 2006. APT1 está descrita como cuatro redes grandes en Shanghái, dos de las cuales dan servicio en la nueva área de Pudong.  Es una de los más de 20 grupos APT con orígenes en China. El Tercer y Cuarto Departamento, responsable por la guerra electrónica, se cree que abarcan las unidades PLA principalmente responsables de infiltrar y manipular redes de ordenador.
El grupo a menudo compromete características de comentario "de software" internas en páginas web legítimas para infiltrar ordenadores objetivo que acceden a los sitios, por lo que han sido conocidos como "el grupo de Comentario". El colectivo ha robado secretos de comercio y otra información confidencial de numerosos negocios extranjeros y organizaciones en el curso de siete años como Lockheed Martin, Telvent, y otras compañías de los sectores naviero, aeronáutico, de armas, energía, manufacturero, ingeniería, electrónica, financiera y de software.
Dell SecureWorks dice que cree que el grupo incluye el mismo grupo de atacantes detrás de la Operación RATA Sombría, una extensa campaña de espionaje de ordenadores destapada en 2011 donde más de 70 organizaciones a lo largo de un periodo de cinco años, incluyendo las Naciones Unidas, agencias de gobierno en los Estados Unidos, Canadá, Corea del Sur, Taiwán y Vietnam fueron víctimas.
Los ataques documentados en el verano de 2011 representan un fragmento de los ataques del grupo de Comentario, los cuales llegan al menos hasta el 2002, según informes de incidente y detectives. Solo FireEye, el inc. ha seguido centenares de objetivos en los últimos tres años y estima el grupo ha atacado más de 1,000 organizaciones.
La mayoría de la actividad entre malware inseertado en un sistema comprometido y el controlador del malware tiene lugar durante horas de negocio en el huso horario de Beijing, lo que sugiere que el grupo es profesionalmente contratado, más que hackers privados inspirados por pasiones patrióticas.

## Posición pública del gobierno chino
Hasta el 2015 el Gobierno de China coherentemente negó estar implicado en piratear. En respuesta al informe de Mandiant sobre la Unidad 61398, Hong Lei, un portavoz del ministerio de Relaciones Exteriores chino, dijo que tales declaraciones eran "poco profesionales."
En 2015 China cambió su posición y abiertamente admitió tener unidades de ciberguerra secretas tanto en la parte militar como civil del gobierno - sin embargo los detalles de sus actividades quedaron a especulación.[cita requerida] Como espectáculo de fuerza hacia el resto de la comunidad global el gobierno chino ahora abiertamente lista sus capacidades de espionaje digital y sus capacidades de ataque de la red.[cita requerida]